# Pommeréval
Pommeréval – miejscowość i gmina we Francji, w regionie Normandia, w departamencie Sekwana Nadmorska.
Według danych na rok 1990 gminę zamieszkiwało 288 osób, a gęstość zaludnienia wynosiła 38 osób/km² (wśród 1421 gmin Górnej Normandii Pommeréval plasuje się na 623. miejscu pod względem liczby ludności, natomiast pod względem powierzchni na miejscu 494.).